# Willy Reichenbach
Willy Reichenbach was een Zwitsers bokser. Hij nam deel aan de Olympische Zomerspelen van 1920 in Antwerpen.

## Belangrijkste resultaten
Reichenbach was een van de 77 Zwitserse deelnemers aan de Olympische Zomerspelen van 1920. Bij het boksen op deze Spelen nam hij deel in de klasse van het weltergewicht (tot 66,68 kg). Hij was de enige Zwitserse deelnemer op dit onderdeel. In deze competitie werd hij negende, nadat hij in de eerste ronde was vrijgesteld en op 22 augustus in de tweede ronde werd uitgeschakeld door de Brit Alexander Ireland. Het boksen vond plaats in de feestzaal van de Zoo van Antwerpen.

### Olympische Zomerspelen
| Jaar | Plaats    | Resultaten       |
| ---- | --------- | ---------------- |
| 1920 | Antwerpen | 9e weltergewicht |